# Bolesławiec
Pour les articles homonymes, voir Bolesławiec (homonymie).
Bolesławiec (en allemand : Bunzlau ; Bunzel en silésien) est une ville de Pologne située dans la voïvodie de Basse-Silésie. Elle est le chef-lieu du powiat de Bolesławiec et aussi de la gmina Bolesławiec dont elle ne fait pas partie. La ville est réputée pour ses céramiques au dessin très original.

## Géographie
Bolesławiec se trouve dans la région historique de Basse-Silésie dans le sud-ouest de Pologne, près de la frontière allemande à Görlitz/Zgorzelec. Le centre-ville est situé sur la rive droite de la rivière Bóbr, à environ 75 kilomètres au sud de la capitale provinciale Zielona Góra.

## Histoire
Le lieu de Bolezlauez dans le duché de Silésie est mentionné pour la première fois en 1201. Il a reçu les droits de ville après l'invasion des Mongols culminant à la bataille de Legnica en 1241, dans laquelle les citoyens étaient impliqués. En 1346, la ville silésienne est devenue un fief de la couronne de Bohême sous le règne de Charles IV de Luxembourg. Elle fut dévastée pendant les croisades contre les hussites en 1429, puis les fortifications de la ville ont été renforcées par un second mur.

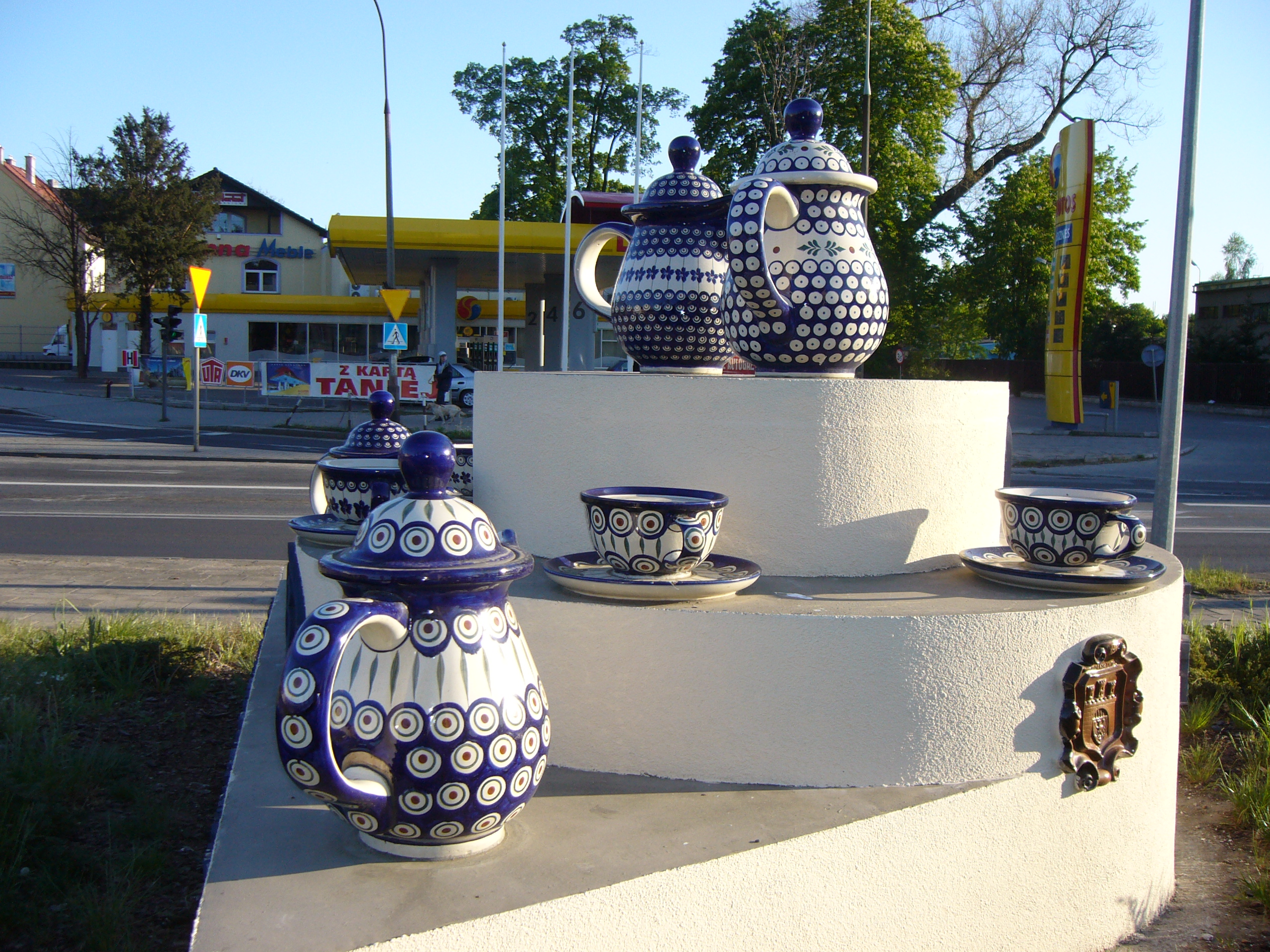
Céramique de Bolesławiec.

L'industrie de la céramique à Bolesławiec remonte au XVIe siècle. À partir de 1522, une grande partie des citoyens devint protestant. Vers la fin de la guerre de Trente Ans, des troupes suédoises sous le commandement de Lennart Torstenson ont causé d'importantes destructions. En 1742, Bunzlau fut rattachée au royaume de Prusse à la suite de la première guerre de Silésie.
En 1812, les forces de la Grande Armée sous l'empereur Napoléon Ier sont tirés à travers la ville en campagne de Russie, acclamées par les habitants ; quelques mois plus tard, ils reviennent en toute quiétude. Le feld-maréchal de l'armée russe Mikhaïl Koutouzov meurt à Bunzlau le 28 avril 1813 à la suite de ses nombreuses blessures, alors qu'il prend le commandement des forces alliées de la Sixième Coalition et s'apprête à déclencher une offensive contre les forces de Napoléon. Après les guerres napoléoniennes, la ville fit ainsi partie de la province prussienne de Silésie (Basse-Silésie) et le chef-lieu de l'arrondissement de Bunzlau. En 1846, la ligne ferroviaire prussienne de Berlin à Breslau fut inaugurée avec un grand viaduc sur le Bóbr.
Après la fin de la Seconde Guerre mondiale, au cours du déplacement de la frontière entre l'Allemagne et la Pologne sur l’Oder et la Neisse en 1945, la Basse-Silésie et la ville de Bolesławiec furent cédées à la Pologne ; puis, la population allemande restante est expulsée.

## Jumelages
- Česká Lípa (Tchéquie)
- Nogent-sur-Marne (France)
- Pirna (Allemagne)
- Prnjavor (Bosnie-Herzégovine)
- Siegburg (Allemagne)
- Mariagerfjord (Danemark)
- Molde (Norvège)

## Personnalités
- Salomon Gesner (1559-1605), théologien luthérien ;
- Christoph Knoll (1563-1630), pasteur et poète luthérien ;
- Martin Opitz (1597-1639), poète baroque ;
- Carl Ferdinand Appun (1820-1872), naturaliste ;
- Emanuel Mendel (1839-1907), neurologue et psychiatre ;
- Fritz Schulz (1879-1957), juriste ;
- Dieter Hildebrandt (1927-2013), cabarettiste, acteur, scénariste et écrivain ;
- Hans-Joachim Hoffmann (1929-1994), homme politique ;
- Piotr Borys (né en 1976), homme politique ;
- Łukasz Kubot (né en 1982), joueur de tennis ;
- Monika Sozanska (née en 1983), escrimeuse naturalisée allemande.